# Sachsenring Africar
Sachsenring Africar war der Entwurf eines Pkw. Er stammte von der als insolvent geltenden Sachsenring AG in Zusammenarbeit mit dem Projektinitiator und Unternehmer Peter Mandos. Geplanter Absatzmarkt war Südafrika. Seine Premiere hatte das Fahrzeug am 7. Mai 2003 auf dem Wirtschaftsgipfel des Economic Forum Deutschland in Kronberg. Die Montage des Serienmodells hätte in einem Werk in Afrika stattfinden sollen.

## Die Idee
Das Fahrzeug basierte auf der Idee, ein für den Durchschnitts-Südafrikaner erschwingliches Fahrzeug zu bauen. So gibt der Durchschnittsverdiener bis zu 26 Monatslöhne für den Kauf eines Neuwagens aus. Dies entspricht etwa 3000 Euro. Zudem sollte das Fahrzeug den Anforderungen des Zielmarktes entsprechen. So sah man eine große Ladefläche, einen großen Wassertank und eine Diebstahlsicherung für notwendig an. Als Motorisierung sollte der luftgekühlte Trabant-Zweitaktmotor eingesetzt werden, um den Benzinverbrauch gering zu halten.
Mit diesen Vorgaben machte sich die Mannschaft an die Arbeit, um Zeitpläne zu erstellen, Abläufe zu konzipieren, um letzten Endes eine Machbarkeitsstudie zu erarbeiten. Für das Projekt wurde eine Summe von rund 1 Million Euro ausgegeben.